# Nuoto ai Giochi della XVI Olimpiade - 100 metri stile libero maschili
La competizione dei 100 metri stile libero maschili di nuoto ai Giochi della XVI Olimpiade si è svolta nei giorni 29 - 30 novembre 1956 allo stadio del nuoto di Melbourne.

## Programma
| Data             | Round      | Note                                |
| ---------------- | ---------- | ----------------------------------- |
| 29 novembre 1956 | Batterie   | I migliori 16 tempi alle semifinali |
| 29 novembre 1956 | Semifinali | I migliori 8 tempi alla finale      |
| 30 novembre 1956 | Finale     |                                     |

## Risultati

### Batterie
| Pos. | Atleta        | Nazione          | Tempo  | Posizione |
| ---- | ------------- | ---------------- | ------ | --------- |
| 1    | Jon Henricks  | Australia        | 57"3   | 4         |
| 2    | Dick Hanley   | Stati Uniti      | 57"8   | 6         |
| 3    | Billy Steuart | Sudafrica        | 59"2   | 18        |
| 4    | Lev Balandin  | Unione Sovietica | 59"6   | 21        |
| 5    | Hans Köhler   | Germania         | 59"8   | 22        |
| 6    | Karri Käyhkö  | Finlandia        | 59"8   | 22        |
| 7    | André Laurent | Belgio           | 1'00"7 | 31        |

| Pos. | Atleta          | Nazione                                                                    | Tempo  | Posizione |
| ---- | --------------- | -------------------------------------------------------------------------- | ------ | --------- |
| 1    | Manabu Koga     | Giappone                                                                   | 57"7   | 5         |
| 2    | Aldo Eminente   | Francia                                                                    | 58"0   | 8         |
| 3    | Vitalij Sorokin | Unione Sovietica                                                           | 58"6   | 16        |
| 4    | Cheung Kin Man  | [[Template:AggNaz/HKG 1955-1959 ai Giochi della XVI Olimpiade\|Hong Kong]] | 59"8   | 22        |
| 5    | Horst Bleeker   | Germania                                                                   | 1'00"1 | 25        |
| 6    | Sergio Martínez | Colombia                                                                   | 1'00"2 | 27        |
| 7    | Peter Duncan    | Sudafrica                                                                  | 1'00"4 | 30        |

| Pos. | Atleta          | Nazione       | Tempo  | Posizione |
| ---- | --------------- | ------------- | ------ | --------- |
| 1    | John Devitt     | Australia     | 57"2   | 3         |
| 2    | Paolo Pucci     | Italia        | 58"3   | 10        |
| 3    | Hiroshi Suzuki  | Giappone      | 58"4   | 12        |
| 4    | Paul Voell      | Germania      | 58"4   | 12        |
| 5    | Williams        | Gran Bretagna | 59"4   | 19        |
| 6    | Dennis Ford     | Sudafrica     | 59"5   | 20        |
| 7    | Sri Chand Bajaj | India         | 1'01"6 | 33        |

| Pos. | Atleta          | Nazione     | Tempo  | Posizione |
| ---- | --------------- | ----------- | ------ | --------- |
| 1    | Reid Patterson  | Stati Uniti | 56"8   | 1         |
| 2    | Atsushi Tani    | Giappone    | 57"1   | 2         |
| 3    | Carlo Pedersoli | Italia      | 58"5   | 14        |
| 4    | Haroldo Lara    | Brasile     | 59"9   | 24        |
| 5    | Habib Nasution  | Indonesia   | 1'00"1 | 25        |
| 6    | Alex Jany       | Francia     | 1'00"2 | 27        |

| Pos. | Atleta                | Nazione                                                                    | Tempo  | Posizione |
| ---- | --------------------- | -------------------------------------------------------------------------- | ------ | --------- |
| 1    | Gary Chapman          | Australia                                                                  | 57"8   | 6         |
| 2    | William Tripp Woolsey | Stati Uniti                                                                | 58"2   | 9         |
| 3    | Ronald Roberts        | Gran Bretagna                                                              | 58"3   | 10        |
| 4    | Gyula Dobay           | Ungheria                                                                   | 58"5   | 14        |
| 5    | George Park           | Canada                                                                     | 58"8   | 17        |
| 6    | Dakula Arabani        | Filippine                                                                  | 1'00"2 | 27        |
| 7    | Wan Shiu Ming         | [[Template:AggNaz/HKG 1955-1959 ai Giochi della XVI Olimpiade\|Hong Kong]] | 1'00"7 | 31        |

### Semifinali
| Pos. | Atleta          | Nazione          | Tempo | Posizione |
| ---- | --------------- | ---------------- | ----- | --------- |
| 1    | Jon Henricks    | Australia        | 55"7  | 1         |
| 2    | Dick Hanley     | Stati Uniti      | 56"9  | 3         |
| 3    | Atsushi Tani    | Giappone         | 57"4  | 6         |
| 4    | Aldo Eminente   | Francia          | 58"0  | 7         |
| 5    | Hiroshi Suzuki  | Giappone         | 58"0  | 7         |
| 6    | Vitalij Sorokin | Unione Sovietica | 58"2  | 12        |
| 7    | Paolo Pucci     | Italia           | 58"8  | 14        |
| 8    | Carlo Pedersoli | Italia           | 59"0  | 16        |

| Pos. | Atleta                | Nazione       | Tempo | Posizione |
| ---- | --------------------- | ------------- | ----- | --------- |
| 1    | John Devitt           | Australia     | 56"4  | 2         |
| 2    | Gary Chapman          | Australia     | 56"9  | 3         |
| 3    | Reid Patterson        | Stati Uniti   | 57"1  | 5         |
| 4    | William Tripp Woolsey | Stati Uniti   | 58"0  | 7         |
| 5    | Gyula Dobay           | Ungheria      | 58"1  | 10        |
| 6    | Manabu Koga           | Giappone      | 58"1  | 10        |
| 7    | Paul Voell            | Germania      | 58"6  | 13        |
| 8    | Ronald Roberts        | Gran Bretagna | 58"9  | 15        |

### Finale
| Pos.    | Atleta                | Nazione     | Tempo |
| ------- | --------------------- | ----------- | ----- |
| Oro     | Jon Henricks          | Australia   | 55"4  |
| Argento | John Devitt           | Australia   | 55"8  |
| Bronzo  | Gary Chapman          | Australia   | 56"7  |
| 4       | Reid Patterson        | Stati Uniti | 57"2  |
| 5       | Dick Hanley           | Stati Uniti | 57"6  |
| 6       | William Tripp Woolsey | Stati Uniti | 57"6  |
| 7       | Atsushi Tani          | Giappone    | 58"0  |
| 8       | Aldo Eminente         | Francia     | 58"1  |